# Claudio Husaín
Claudio Daniel Husaín (20 de novembro de 1974 em San Justo na Província de Buenos Aires) é um ex-futebolista argentino, que atuava como meia.

## Carreira
Husaín jogou pelo Vélez Sarsfield e River Plate na Argentina, no time italiano do SSC Nápoli, e no clube mexicano do Tigres antes de retornar à Argentina para jogar pelo Newell's Old Boys.

## Seleção
Apelidado de El Turco integrou a Seleção Argentina de Futebol na Copa América de 1999. e ele jogou pela seleção argentina que participou da Copa de 2002.
Seu irmão Darío Husaín é também jogador profissional.